# Ревякино (городской округ город Тула)
Ревякино — посёлок в Тульской области России.
В рамках административно-территориального устройства входит в состав Октябрьского сельского округа Ленинского района, в рамках организации местного самоуправления входит в городской округ город Тула.

## География
Посёлок находится в центральной части Тульской области, в зоне хвойно-широколиственных лесов, в пределах северо-восточной части Среднерусской возвышенности, на правом берегу реки Волоти, при автодороге 70К-248, на расстоянии примерно 20 километров (по прямой) к северо-западу от города Тулы, административного центра округа и области.

### Климат
Климат характеризуется как умеренно континентальный, с умеренно холодной снежной зимой и относительно тёплым летом. Среднегодовая многолетняя температура воздуха составляет +3,7 — +4,2 °С. Средняя температура воздуха самого холодного месяца (января) — −10 °C (абсолютный минимум — −42 °C), средняя температура самого тёплого (июля) — +18,4 °С (абсолютный максимум — +38 °C). Вегетационный период длится в среднем 180 дней. Среднегодовое количество атмосферных осадков составляет 545 мм, из которых большая часть (около 70 %) выпадает в тёплый период. Снежный покров держится в течение 135 дней. В течение года в розе ветров преобладают ветры юго-западных и западных направлений. Скорость их колеблется в пределах от 3,2 до 4,8 м/с.

### Часовой пояс
Посёлок Ревякино, как и вся Тульская область, находится в часовой зоне МСК (московское время). Смещение применяемого времени относительно UTC составляет +3:00.

## История
Деревня носила название Нефёдово, а Ревякино было вторым названием, которое постепенно стало основным с конца 19 века.
Владельцы по различным ревизиям:
- 1679 — Денис Иванов сын Данилов
- 1709—1727 (несколько ревизий) — стольник Афанасий Денисов сын Данилов (муж Матрёны Петровны урождённой Епишковой)
- 1762 (исповедная ведомость) — капитан Стефан Ларионов сын Титов, небольшая часть крестьян принадлежит капитану И. С. Епишкову (1723 - ум. до 1800, по наследству от родной тёти, матери совладельца)
- 1782 (ревизия) — № 261: подполковник Степан Ларионов сын Титов, № 262: майор Иван Савостьянов сын Епишков, оба, согласно сверке, также числились владельцами в прежней ревизии 1763 года
- 1795 (ревизия) — майор Федор Федорович Берхман, досталось в качестве приданого от его жены Марии Степановны (дочери С. Л. Титова); он также выкупил у наследников Епишковых вторую половину селения
- 1803 и 1806 (исповедные ведомости) — генерал и кавалер Федор Федорович Берхман (1753—1806)
- 1817 (исповедная ведомость) — генеральша Мария Стефановна Берхманова (часть крестьян отсутствует, возможно, были проданы)

Административное деление по разным ревизиям:
- 1710—1727 — Тульская провинция, Тульский уезд, Нюховский стан
- 1782 и 1795 — Тульское наместничество, Тульский уезд (округ), Нюховский стан

Церковное деление:
- В 18-19 в. входила в приход с. Грызлово

## Население
| 2010 |
| ---- |
| 29   |

### Национальный состав
Согласно результатам переписи 2002 года, в национальной структуре населения русские составляли 84 % из 30 чел.